# Delta Peak
Il Delta Peak è un picco roccioso antartico che forma uno spigolo accentuato sull'Ackerman Ridge, 11 km a nordest del Monte Gjertsen, nelle La Gorce Mountains, catena montuosa che fa parte dei Monti della Regina Maud, in Antartide. 
Fu mappato dall'United States Geological Survey sulla base di ispezioni condotte in loco e di foto aeree scattate dalla U.S. Navy nel periodo 1960-64.
La denominazione fu assegnata dalla New Zealand Geological Survey Antarctic Expedition del 1969–70, perché gli strati rocciosi colorati che lo costituiscono, se visti da sud presentano una forma che ricorda la lettera maiuscola greca Delta (Δ).